# تامزيرت (بني واكلان)
تامزيرت هو دُوَّار يقع بجماعة فزوان، إقليم بركان، جهة الشرق في المملكة المغربية. ينتمي الدوّار لمشيخة بني واكلان التي تضم 8 دواوير. يقدر عدد سكانه بـ 18 نسمة حسب الإحصاء الرسمي للسكان والسكنى لسنة 2004.

## روابط خارجية
- البوابة الوطنية للجماعات الترابية نسخة محفوظة 12 مارس 2018 على موقع واي باك مشين.
- المندوبية السامية للتخطيط